# Juncus diffusissimus
Juncus diffusissimus là một loài thực vật có hoa trong họ Juncaceae. Loài này được Buckley mô tả khoa học đầu tiên năm 1862.